# Đô la Mã Lai
Đô la Mã Lai là tiền tệ của thuộc địa và bảo hộ của Anh. Nó được giới thiệu vào năm 1939 cho đến năm 1953, thay thế cho đồng tiền này.
Tỷ giá hối đoái là 1 nhân dân tệ = 2 shilling và 4 pence (60 nhân dân tệ = 7 pound)

## Loại tiền tệ

### Tiền giấy
- 1 nhân dân tệ (xanh, xanh)
  - Mặt trước: George VI
  - Mặt sau: Quốc huy
- 5 nhân dân tệ (xanh dương, vàng xanh)
  - Mặt trước: George VI
  - Mặt sau: Quốc huy
- 10 nhân dân tệ (tím, đỏ)
  - Mặt trước: George VI
  - Mặt sau: Quốc huy
- 50 nhân dân tệ
  - Mặt trước: George VI
  - Mặt sau: Quốc huy
- 100 nhân dân tệ
  - Mặt trước: George VI
  - Mặt sau: Quốc huy
- 1.000 nhân dân tệ
  - Mặt trước: George VI
  - Mặt sau: Quốc huy
- 10.000 nhân dân tệ
  - Mặt trước: George VI
  - Mặt sau: Quốc huy